# Maison de Postimees
La maison de Postimees (estonien : Postimehe maja) est un édifice construit dans le quartier Kesklinn à Tartu en Estonie.

## Présentation
La maison de Postimees est un édifice en pierre de style classique de deux étages construit entre 1780 et 1786 dans le centre-ville de Tartu.
L'édifice a abrité la rédaction du quotidien Postimees Tartu jusqu'en 2016. 
Le bâtiment est situé aux adresses Gildi tänav 1 et Ülikooli tänav 17.
Il se trouve également en face du bâtiment principal de l'Université de Tartu et en face de la place Tõnisson dans la rue Gildi tänav, où se trouve le mémorial à Jaan Tõnisson, l'ancien propriétaire et rédacteur en chef de Postimees.

## Histoire
De 1922 à 1999, le bâtiment a abrité la rédaction de Postimees (renommé Edasi pendant la période de la République socialiste soviétique d'Estonie.
En 2006, le bâtiment appartenait à l'Université de Tartu et à AS Eesti Media.
En 2016, la rédaction de Tartu Postimees a déménagé dans un nouveau bâtiment a l’adresse Ülikooli tänav 2a.

## Galerie

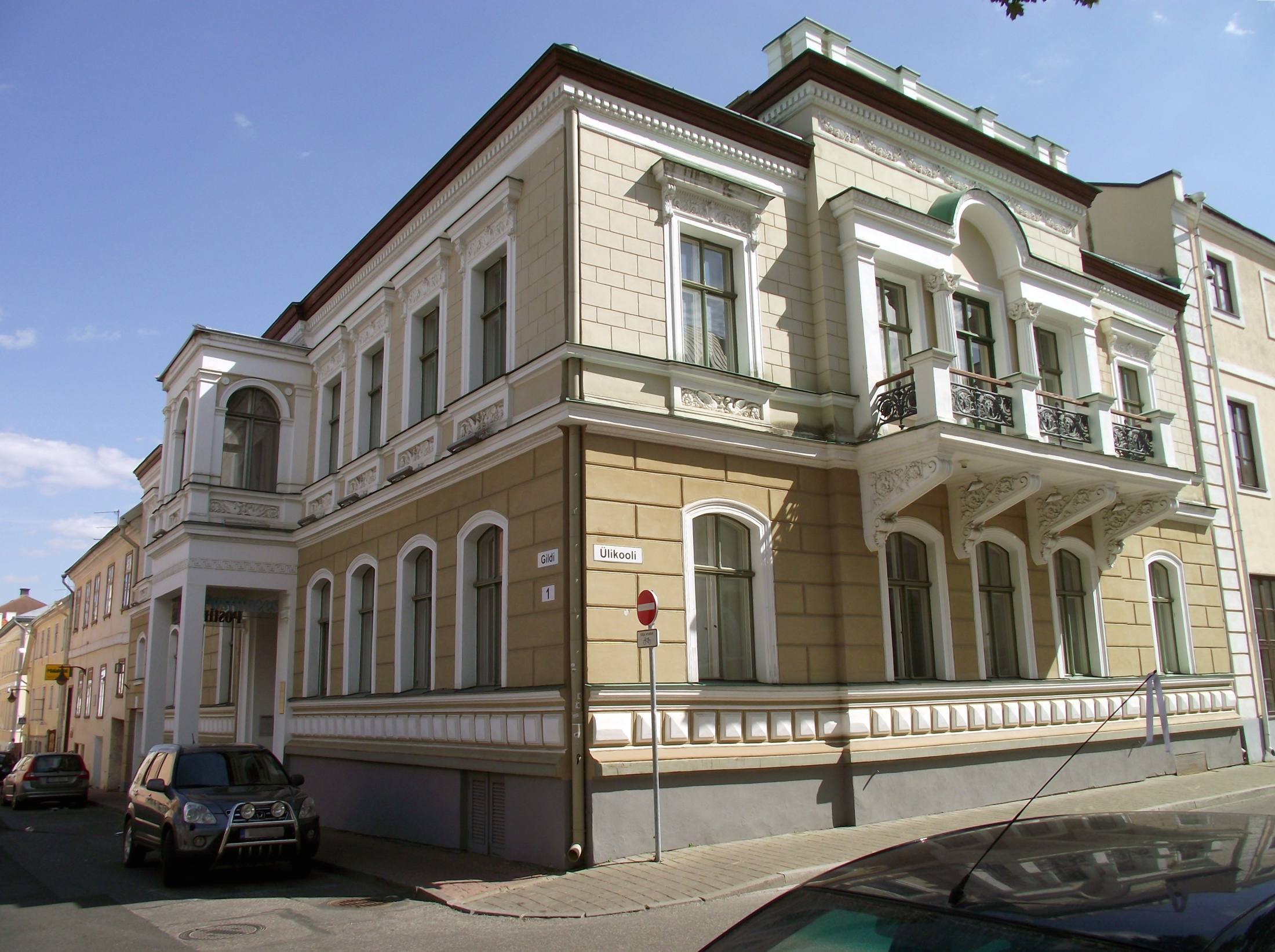
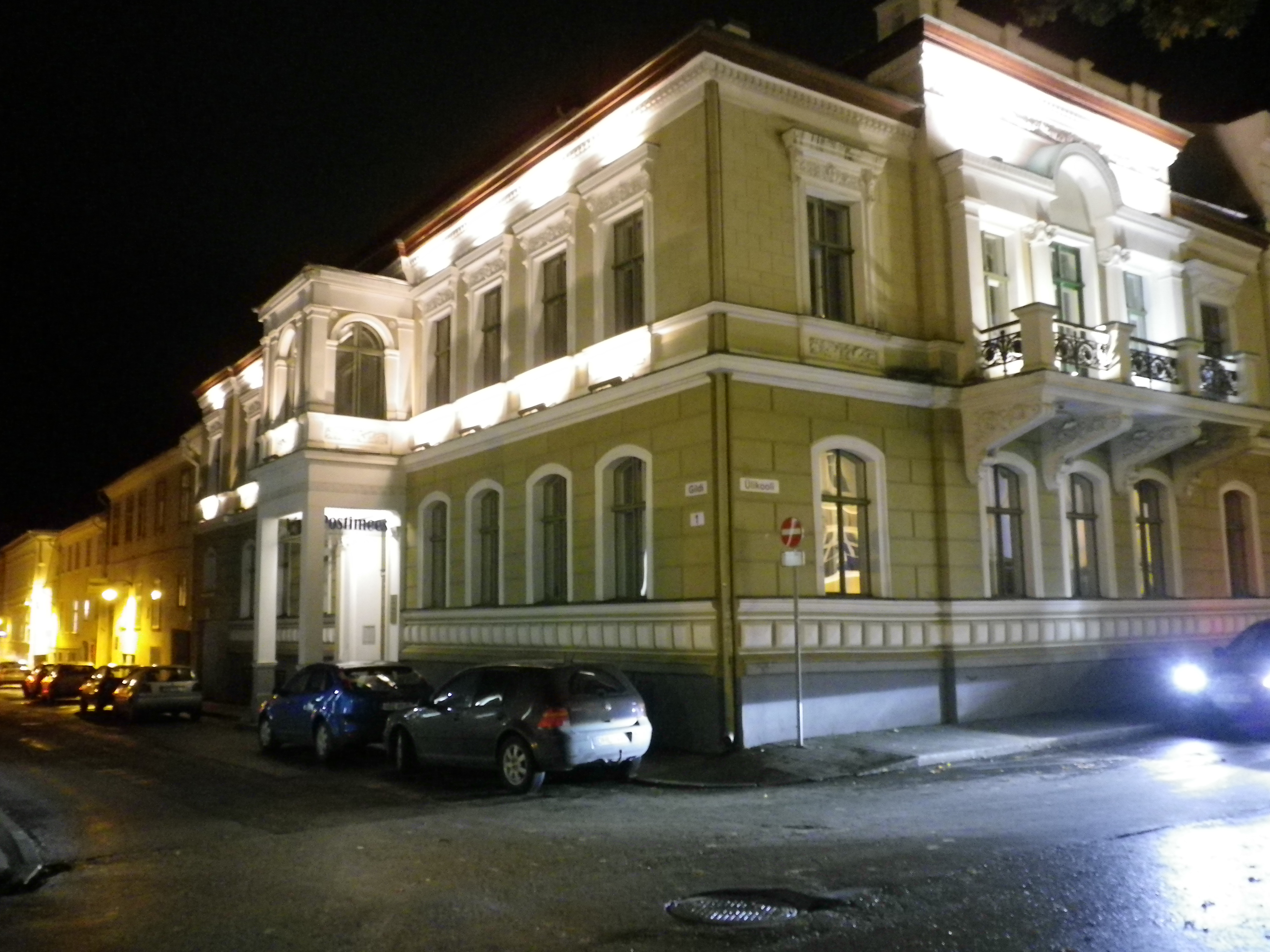

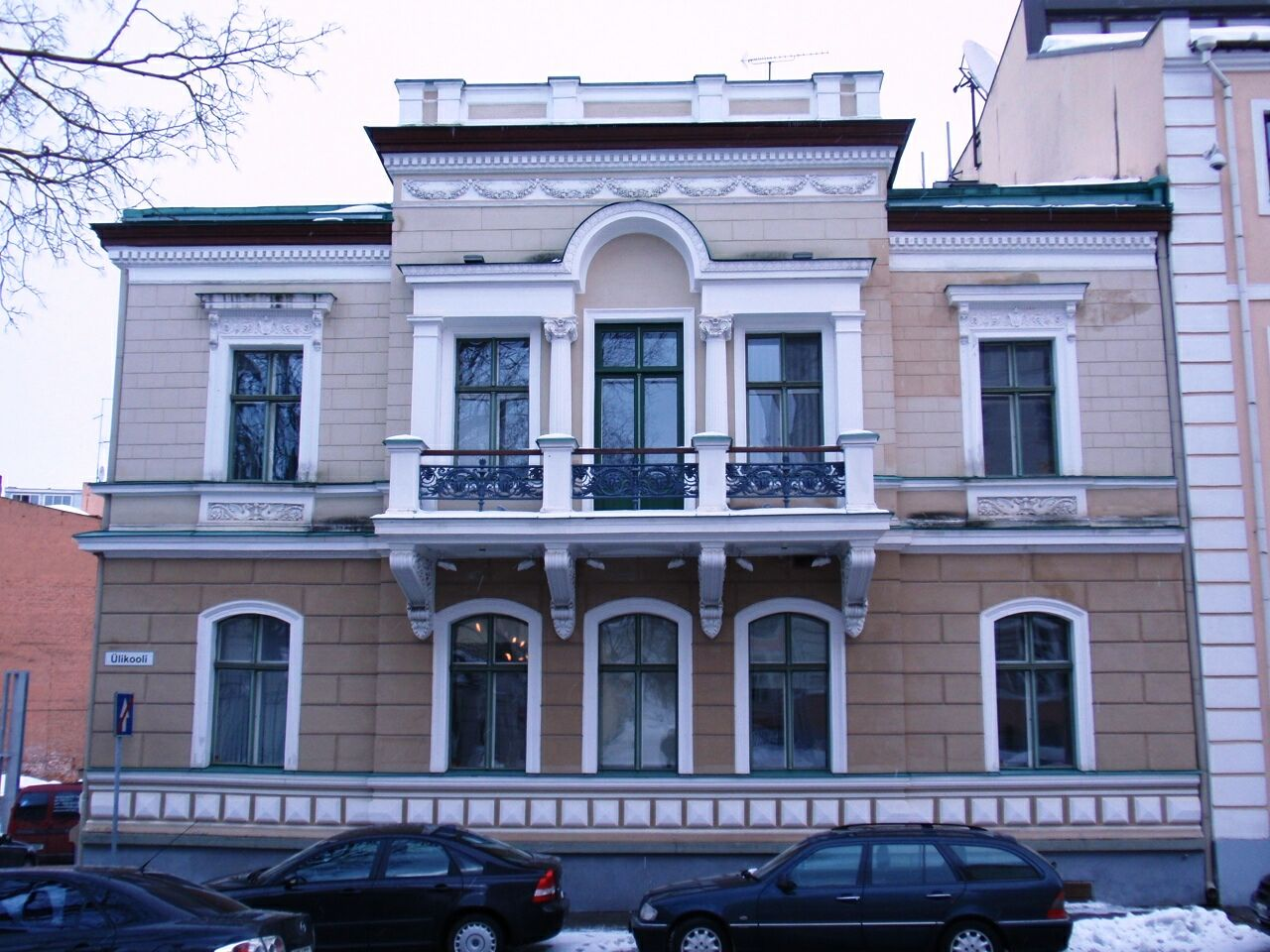
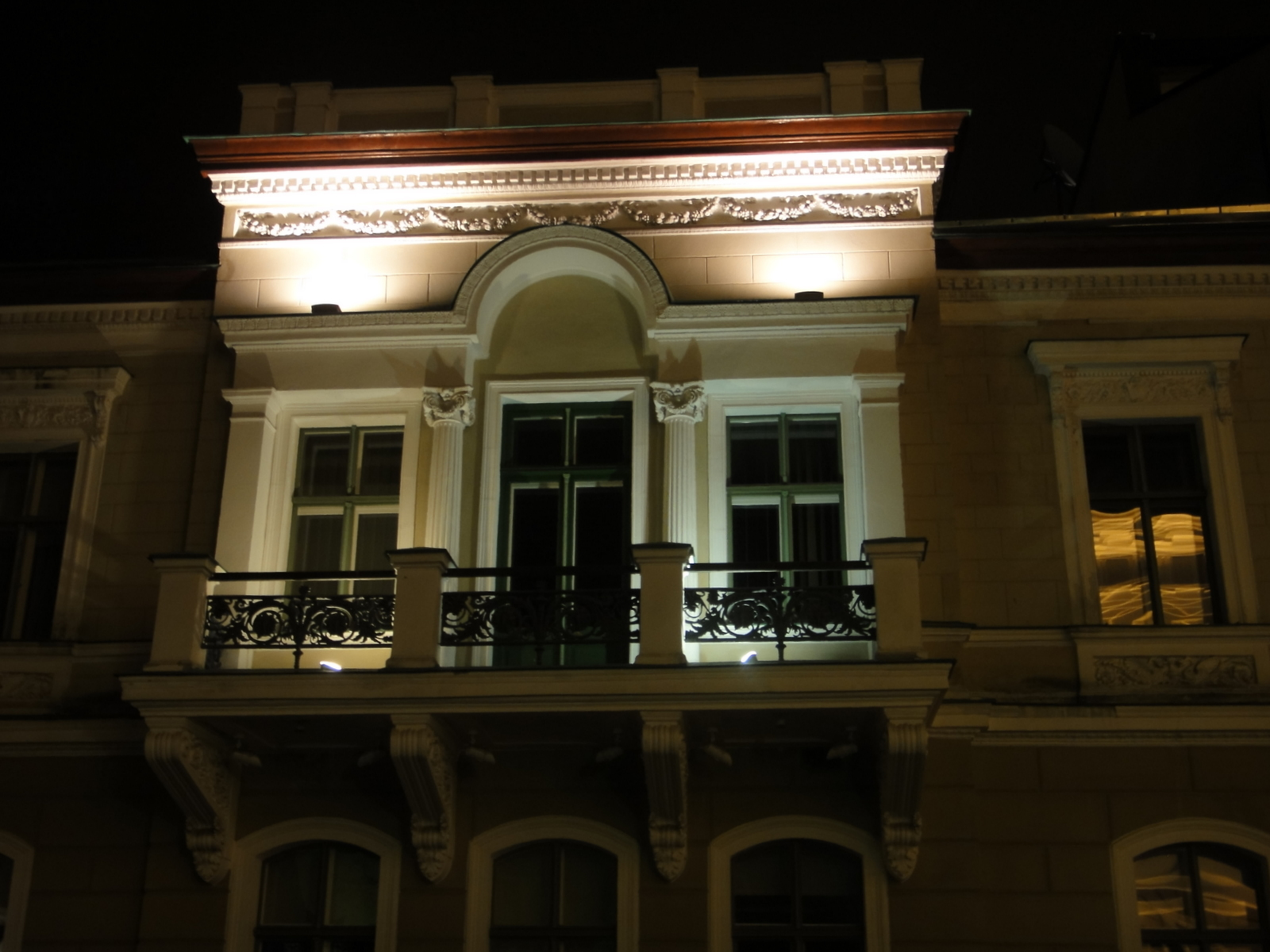